# Monochrom-Sensor
Als monochromen Sensor (auch BW (=Black/White) / SW (=Schwarz/Weiß) -Sensor) bezeichnet man einen Kamerasensor, der nur Schwarz-Weiß-Bilder erfasst. Wenn dieser als Zweitsensor in Smartphones verwendet wird, können dadurch schärfere Bilder mit besseren Kontrasten erzeugt werden. Dieser Effekt kann ansonsten nur mit großen Bildsensoren, wie sie in DSLR-Kameras verbaut sind, hervorgerufen werden. Die Fotos sind in diesen Hinsichten besser, weil, anders als beim RGB-Sensor, alle Farben des Lichtes aufgenommen werden und nicht teilweise reflektiert werden. Der erste monochrome Sensor wurde von Kodak im Jahr 2001 in einer DSLR-Kamera verbaut.